# Francisco Rabanal
Francisco Rabanal (Buenos Aires, 12 de agosto de 1906 - íd., 22 de julio de 1982) fue un político argentino, afiliado a la Unión Cívica Radical, que fue Intendente de Buenos Aires entre 1963 y 1966. Vivió gran parte de su vida en el barrio porteño de Nueva Pompeya. Su hijo, Rubén Rabanal fue diputado en varias oportunidades.

## Biografía
Rabanal se incorporó al radicalismo en su juventud temprana y se recibió de Contador Público en 1932, en la Universidad de Buenos Aires. Desde muy joven ocupó varios cargos internos dentro de su partido, confrontando ideológicamente, durante la década infame, con el entonces dirigente del partido, Marcelo Torcuato de Alvear. Fue así electo Concejal en 1938. 
Fue Diputado Nacional en los períodos entre 1948 y 1955; y entre 1960 y 1962. En ambos casos viendo interrumpidos sus mandatos por golpes militares. Al producirse la escisión del radicalismo en UCR Intransigente y UCR del Pueblo, Rabanal se adhirió a esta última.
Cuando en 1963 asumió la presidencia Arturo Umberto Illia, de la UCRP, Rabanal fue designado Intendente de la Ciudad de Buenos Aires, ejerciendo dicho cargo hasta el 28 de junio de 1966, día en que aconteció un nuevo golpe de Estado militar. 
Mientras aún ejercía como intendente y tras varios años en obra, el 24 de abril de 1966, el gobierno nacional inauguró el nuevo trazado de la Línea E de subterráneos, que comienza a funcionar entre las estaciones "Av. La Plata" y "Bolívar", que pasaba debajo del túnel de la Línea A y por encima del túnel de cargas del antiguo Ferrocarril Oeste (hoy F.C. Sarmiento).[cita requerida]
A raíz de una nota donde el periodista Horacio Verbitsky denunció una serie de irregularidades en licitaciones de la ciudad, Rabanal lo denunció, lo que lo llevó unos meses fuera de la Argentina a raíz de dicho juicio.
Después de 1966 Rabanal no participó más en la política. En 1978, un grupo de ex legisladores realizó una cena de homenaje al general Videla. Mientras que el peronismo, con la firma de su presidente Deolindo Felipe Bittel rechazó el evento, la dirección del radicalismo asistió en pleno, entre ellos Rabanal, etc. Murió en Buenos Aires en 1982, a los 75 años, producto de una larga enfermedad. Su velatorio aconteció en la sede del Comité Nacional de la Unión Cívica Radical, asistiendo a él, entre otros, figuras del radicalismo como Carlos Raúl Contín (Gobernador de Entre Ríos entre 1963 y 1966), Carlos Humberto Perette (Vicepresidente de la Nación entre 1963 y 1966), Juan Carlos Pugliese y Anselmo Marini (Gobernador de Buenos Aires entre 1963 y 1966).
La Avenida Intendente Francisco Rabanal, que discurre por el sur de la Ciudad de Buenos Aires, desde 1995 lleva su nombre en homenaje.